# Конфедерація Маджа-ас
Конфедерація Маджа-ас (1200—1569) — доіспанське наднаціональне державне утворення на острові Панай у Філіппінах.

## Епізодичні відомості
Доіспанська історія недобре прописана та в основному ґрунтується на легендах та переказах. 
Списки володарів неточні та час правління приблизний.
Напівзалежного статусу конфедерація позбулася при розпаді держави Шривіджая.
Поряд із торгівлею були розповсюджені піратські набіги на сусідів.

## Колонізація
Іспанці висадилися в Батані (на північно-східній території острова Панай, сучасна провінція Аклан) в 1565 році. Начальник цього місця Дату Кабнаяг перемістив свою столицю в те, що зараз називається «Гуадалупе». Згодом, однак, іспанці перемогли. Після іспанського завоювання місцеві жителі стали християнами. Андрес де Урданета хрестив тисячі жителів Акланону того ж року, ці поселення Конфедерації було перейменовано на Каліво (Калібо).